# Mister World 2016
Mister World 2016 – dziewiąta gala konkursu Mister World, która odbyła się 19 lipca 2016 roku w Floral Hall of the Southport Convention Centre w Southport w Wielkiej Brytanii. W konkursie wzięło udział 47 kandydatów wybranych w eliminacjach regionalnych konkursów.
Pod koniec gali koronę najprzystojniejszego mężczyzny na świecie przekazał dotychczasowy Mister World – Nicklas Pedersen, który reprezentował Danię podczas konkursu Mister World 2014. Konkurs wygrał Mister Indii – Rohit Khandelwal.

## Jurorzy
W komisji jurorskiej wyborów Mister World 2016 zasiedli:
- Carina Tyrell – Miss Anglii 2014, finalistka Miss World 2014 (Top 5)
- Juan Garcia Postigo – Mister World 2007
- Julia Morley – Prezes Organizacji Miss World
- Francisco Escobar – Mister World 2012

## Wyniki

### Główny konkurs
| Wyniki finału     | Uczestnik |
| ----------------- | --- |
| Mister World 2016 | - Indie – Rohit Khandelwal |
| 1. wicemister     | - Portoryko – Fernando Alberto Alvaréz Soto                                                                                                 |
| 2. wicemister     | - Meksyk – Aldo Esparza Ramirez |
| Top 5             | - Anglia – Christopher Bramell - Kenia – Kevin Oduor Owiti                                                                                  |
| Top 10            | - Szkocja – Tristan Cameron Harper - Polska – Rafał Jonkisz - Chiny – Chang Zhousheng - Salwador – David Arias - Brazylia – Lucas Montandon |

### MobStar People’s Choice
Na kilka dni przed konkursem przeprowadzony został dodatkowy plebiscyt, w którym internauci wybierali swojego faworyta do wygrania tytułu Mister World 2016. Głosowanie odbywało się w aplikacji komórkowej MobStar. W trakcie plebiscytu oddano ponad milion głosów.
| Wyniki finału        | Kraj              | Uczestnik              |
| -------------------- | ----------------- | ---------------------- |
| Zwycięzca głosowania | Polska            | Rafał Jonkisz          |
| 2. miejsce           | Indie             | Rohit Khandelwal       |
| 3. miejsce           | Malta             | Timmy Puschkin         |
| 4. miejsce           | Meksyk            | Aldo Esparza Ramirez   |
| 5. miejsce           | Kanada            | Jinder Atwal           |
| 6. miejsce           | Austria           | Fabian Kitzweger       |
| 7. miejsce           | Filipiny          | Sam Ajdani             |
| 8. miejsce           | Anglia            | Christopher Bramell    |
| 9. miejsce           | Szkocja           | Tristan Cameron Harper |
| 10. miejsce          | Południowa Afryka | Armand du Plessis      |

## Uczestnicy
| Kraj              | Uczestnik                       | Wiek | Wzrost | Miasto rodzinne         |
| ----------------- | ------------------------------- | ---- | ------ | ----------------------- |
| Anglia            | Christopher Bramell             | 23   | 1,85 m | Liverpool               |
| Argentyna         | Robertino Dalla Benetta         | 27   | 1,94 m | Rosario                 |
| Austria           | Fabian Kitzweger                | 23   | 1,77 m | Velm                    |
| Boliwia           | Sebastian Molina Rivero         | 22   | 1,80 m | Warnes                  |
| Brazylia          | Lucas Montandon                 | 26   | 1,87 m | Brasília                |
| Bułgaria          | Kaloyan Mihaylov                | 19   | 1,98 m | Sofia                   |
| Chiny             | Chang Zhousheng                 | 23   | 1,88 m | Hajnan                  |
| Curaçao           | Danilo Christopher Juliet       | 20   | 1,89 m | Curaçao                 |
| Dania             | Rasmus Kamaei Pedersen          | 23   | 1,87 m | Horsens                 |
| Filipiny          | Sam Ajdani                      | 25   | 1,88 m | Iloilo                  |
| Francja           | Kevin-Martin Gadrat             | 26   | 1,80 m | Lyon                    |
| Ghana             | Selorm Tay                      | 25   | 1,72 m | Akra                    |
| Grecja            | Iraklis Kozas                   | 26   | 1,80 m | Ateny                   |
| Gwadelupa         | Ludovic Letin                   | 29   | 1,85 m | Gwadelupa               |
| Hiszpania         | Angel Martinez Elul             | 21   | 1,87 m | Kartagena               |
| Honduras          | Abelardo Enrique Bobadilla Rosa | 28   | 1,80 m | Tegucigalpa             |
| Indie             | Rohit Khandelwal                | 26   | 1,82 m | Hajdarabad              |
| Irlandia          | Darren King                     | 27   | 1,88 m | Athlone                 |
| Irlandia Północna | Paul Pritchard                  | 26   | 1,84 m | Ballymena               |
| Japonia           | Yuki Sato                       | 23   | 1,80 m | Tokio                   |
| Kanada            | Jinder Atwal                    | 28   | 1,85 m | Terrace                 |
| Kenia             | Kevin Oduor Owiti               | 20   | 1,78 m | Nairobi                 |
| Korea Południowa  | Seo Young-suk                   | 27   | 1,86 m | Seul                    |
| Kostaryka         | Daniel Alfaro Barrantes         | 24   | 1,78 m | Grecia                  |
| Malezja           | Mohammad Yusuf Tony             | 25   | 1,80 m | Labuan                  |
| Malta             | Timmy Puschkin                  | 23   | 1,80 m | Malta                   |
| Meksyk            | Aldo Esparza Ramirez            | 26   | 1,85 m | Jalisco                 |
| Mołdawia          | Anatolie Jalba                  | 24   | 1,82 m | Kiszyniów               |
| Nepal             | Ganesh Agrawal                  | 29   | 1,85 m | Katmandu                |
| Niemcy            | Oleg Justus                     | 28   | 1,88 m | Kolonia                 |
| Nikaragua         | Edson Janyny Bonilla            | 25   | 1,75 m | Managua                 |
| Nigeria           | Michael Amilo                   | 27   | 1,85 m | Enugu Ukwu              |
| Panama            | Sergio Lopés Goti               | 29   | 1,85 m | Panama                  |
| Peru              | Alan Massa                      | 24   | 1,88 m | Lima                    |
| Polska            | Rafał Jonkisz                   | 19   | 1,87 m | Rzeszów                 |
| Południowa Afryka | Armand du Plessis               | 27   | 1,82 m | Johannesburg            |
| Portoryko         | Fernando Alberto Alvaréz Soto   | 21   | 1,83 m | Coamo                   |
| Rumunia           | Ion Garaba                      | 23   | 1,82 m | Bukareszt               |
| Salwador          | David Arias                     | 28   | 1,83 m | Ilobasco                |
| Sri Lanka         | Jake Elwood John Senaratne      | 22   | 1,85 m | Kolombo                 |
| Stany Zjednoczone | Alexander Ouellet               | 22   | 1,73 m | Boston                  |
| Szkocja           | Tristan Cameron Harper          | 28   | 1,88 m | Broughty Ferry (Dundee) |
| Szwajcaria        | Betim Morina                    | 18   | 1,83 m | Lozanna                 |
| Szwecja           | Robin Mahler                    | 27   | 1,81 m | Sollefteå               |
| Walia             | Joseph Anthony Street           | 28   | 1,91 m | Swansea                 |
| Włochy            | Federico Carta                  | 25   | 1,87 m | Carbonia                |